# 中村富十郎 (2代目)

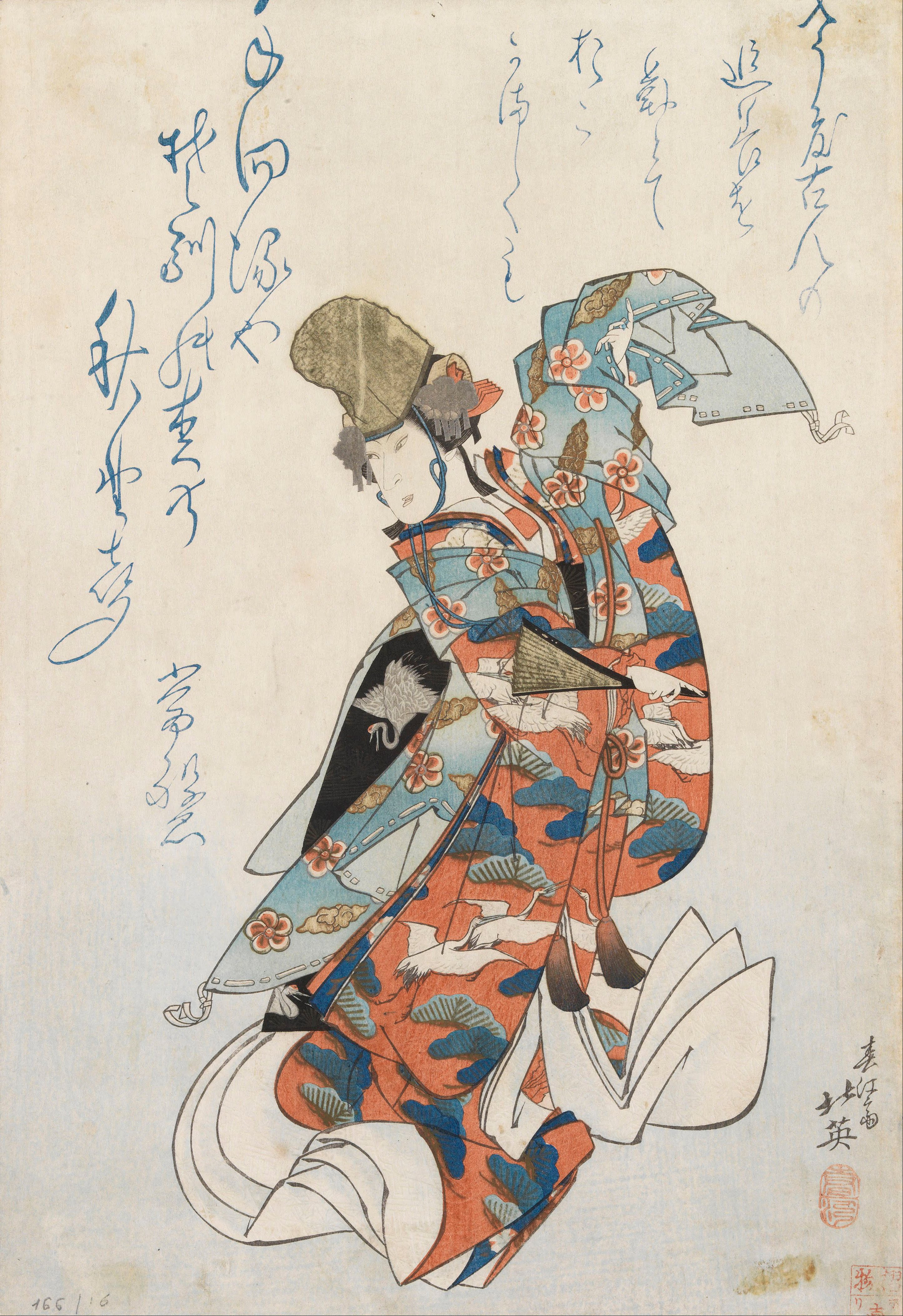
三代目中村松江（当時）の汐汲小ふじ。天保3年（1832年）9月、大坂角の芝居『行平磯馴松』より。春梅斎北英画。

二代目 中村富十郎（にだいめ なかむら とみじゅうろう、天明6年〈1786年〉 – 安政2年2月13日〈1855年3月30日〉）とは、江戸時代後期の女形役者。俳名は三光・慶子、屋号は天王寺屋・八幡屋。

## 来歴
大坂生れ。はじめ市川甚之助の門人となり市川熊太郎と名乗り子供芝居に出る。文化5年（1808年）に甚之助が死去、文化9年に三代目中村歌右衛門の門人となる。同年11月、中村三光と改名し大坂中の芝居に出た。翌年江戸に下り、同年11月、中村座で三代目中村松江を襲名。以後江戸や上方の舞台に出る。天保4年（1833年）正月、大坂で二代目中村富十郎を襲名する。翌天保5年には役者として「惣巻頭大上上吉」の位に上る。天保14年（1843年）、贅沢禁止令に触れ大坂より追放されたが、その後も京や江戸の舞台で活躍した。享年70。時代物と世話物を兼ね、娘役と傾城役を得意とした。大坂の難波に住んでいたところから「難波の太夫」と呼ばれた。なお初代富十郎とは血縁や門流の上で全く関わりは無い。